# La Dame au sari bleu
La Dame au sari bleu (Make me an Idol) est un roman australien de Katherine Scholes publié en 1996. Il est paru en français en 2005.

## Résumé
En 1993 en Tasmanie, Zelda, orpheline de mère, débite des wallabis sur un bateau. Son père, James, amorce les casiers à langouste avec. En rentrant, James dit qu'ils doivent déménager pour classement environnemental pour les dragons de mer. Un jour, elle le trouve mort par piqûre d'abeille. Elle brule leur cabanon et va chez Dana où elle apprend que sa mère, Ellen, est vivante et est danseuse internationale. Elle est partie quand Zelda était petite et James lui a interdit d'écrire. Après plusieurs années en Inde, elle a dit qu'elle voulait rentrer mais James le lui a interdit. Zelda va en Inde et découvre qu'Ellen est la Mère protectrice, adorée des indiens.